# Áron Szilágyi
Áron Szilágyi (Budapest, 14 de gener de 1990) és un esportista hongarès que competeix en esgrima, especialista en la modalitat de sabre.
Ha participat en quatre Jocs Olímpics d'Estiu, entre els anys 2008 i 2020, guanyant quatre medalles en total: or a Londres 2012 (individual), or a Rio de Janeiro 2016 (individual) i dues a Tòquio 2020, or en la prova individual i bronze en el torneig per equips (juntament amb Tamás Decsi, Csanád Gémesi i András Szatmári). Amb l'or a Tòquio, es va convertir en el primer tirador d'esgrima masculí en guanyar 3 edicions seguides dels Jocs Olímpics.
Ha guanyat dotze medalles (3 d'or) en el Campionat del Món d'esgrima entre els anys 2007 i 2023, i nou medalles (3 d'or) en el Campionat d'Europa d'esgrima entre els anys 2011 i 2022. El 2022, en el Campionat del Món del Caire, va obtenir la medalla d'or en Sabre individual, per primera vegada en la seva carrera.

## Palmarès internacional
| Jocs Olímpics      | Jocs Olímpics             | Jocs Olímpics | Jocs Olímpics    |
| Any                | Lloc                      | Medalla       | Prova            |
| ------------------ | ------------------------- | ------------- | ---------------- |
| 2012               | Londres ( Regne Unit)     | 1             | Sabre individual |
| 2016               | Rio de Janeiro ( Brasil)  | 1             | Sabre individual |
| 2020               | Tòquio ( Japó)            | 1             | Sabre individual |
| 2020               | Tòquio ( Japó)            | 3             | Sabre per equips |
| Campionat del món  |                           |               |                  |
| Any                | Lloc                      | Medalla       | Prova            |
| 2007               | Sant Petersburg ( Rússia) | 1             | Sabre per equips |
| 2009               | Antalya ( Turquia)        | 3             | Sabre per equips |
| 2013               | Budapest ( Hongria)       | 3             | Sabre individual |
| 2014               | Kazan ( Rússia)           | 3             | Sabre per equips |
| 2016               | Rio de Janeiro ( Brasil)  | 2             | Sabre per equips |
| 2017               | Leipzig ( Alemanya)       | 2             | Sabre per equips |
| 2018               | Wuxi ( R.P. de la Xina)   | 3             | Sabre per equips |
| 2019               | Budapest ( Hongria)       | 2             | Sabre per equips |
| 2022               | Caire ( Egipte)           | 1             | Sabre individual |
| 2022               | Caire ( Egipte)           | 2             | Sabre per equips |
| 2023               | Milà ( Itàlia)            | 3             | Sabre individual |
| 2023               | Milà ( Itàlia)            | 1             | Sabre per equips |
| Campionat d'Europa |                           |               |                  |
| Any                | Lloc                      | Medalla       | Prova            |
| 2011               | Sheffield ( Regne Unit)   | 3             | Sabre individual |
| 2013               | Zagreb ( Croàcia)         | 2             | Sabre per equips |
| 2015               | Montreux ( Suïssa)        | 1             | Sabre individual |
| 2015               | Montreux ( Suïssa)        | 3             | Sabre per equips |
| 2017               | Tiflis ( Geòrgia)         | 2             | Sabre individual |
| 2017               | Tiflis ( Geòrgia)         | 3             | Sabre per equips |
| 2018               | Novi Sad ( Sèrbia)        | 1             | Sabre per equips |
| 2019               | Düsseldorf ( Alemanya)    | 2             | Sabre per equips |
| 2022               | Antalya ( Turquia)        | 1             | Sabre per equips |
| Jocs Europeus      |                           |               |                  |
| 2023               | Cracòvia ( Polònia)       | 3             | Sabre individual |